# Calliscelio vitilevuensis
Calliscelio vitilevuensis är en stekelart som först beskrevs av David Timmins Fullaway 1939. 
Calliscelio vitilevuensis ingår i släktet Calliscelio och familjen Scelionidae. Inga underarter finns listade.